# Огњен Ожеговић
Огњен Ожеговић (Градишка, 6. јун 1994) је српски фудбалер. Игра на позицији нападача.

## Клупска каријера
Фудбалом је почео да се бави у Козари из Градишке, годину дана је био и у бањалучком Борцу а најдужи период у млађим категоријама провео је у Црвеној звезди. Први професионални уговор са Црвеном звездом потписао је 15. децембра 2011. године заједно са Петром Ђуричковићем и Јованом Крнетом. Током првог дела такмичарске 2012/13. био је на позајмици у зрењанинском Банату са којим је наступао у Првој лиги Србије. Током зимске паузе се вратио у Црвену звезду и прикључио се припремама код тренера Александра Јанковића. Јанковић је нешто касније смењен а на његово место је дошао Рикардо Са Пинто код којег је Ожеговић дебитовао 30. марта 2013. утакмици са крагујевачким Радничким. Пред почетак 2013/14. сезоне прослеђен је на позајмицу у суперлигаша Вождовац. У јануару 2014. се вратио у Црвену звезду, али како није успео да се наметне на припремама споразумно је раскинуо уговор наредног месеца. Након тога је потписао шестомесечни уговор са Радом.
Крајем августа 2014. потписао je трогодишњи уговор са Јагодином. Већ у јануару 2015. је променио клуб и потписао за чачански Борац. У дресу Борца је постигао шест голова током пролећног дела такмичарске 2014/15. након чега је у јулу 2015. потписао за новосадску Војводину. У дресу Војводине одиграо је укупно 26 утакмица и постигао девет голова. Посебно ће остати упамћена његова два гола у победи над Сампдоријом у квалификацијама за Лигу Европе, али и гол "маказицама" против Јавора на "Карађорђу", који је био један од најлепших у сезони. У фебруару 2016. потписао је за кинески Чангчуен. Вратио се у српски фудбал 31. августа 2016. и потписао за Чукарички. У дресу тима са Бановог брда је играо до краја августа 2017. и за то време је на 31 лигашкој утакмици постигао 17 голова.
Последњег дана летњег прелазног рока 2017. године потписао је трогодишњи уговор са Партизаном. За црно-беле је у сезони 2017/18. наступио на 39 такмичарских утакмица и постигао је 13 голова, од чега је један био у 157. вечитом дербију. Са клубом је играо и у групној фази Лиге Европе где је управо његовим голом Партизан успео да савлада швајцарски Јанг Бојс и тако обезбеди европско пролеће након 13 година. Ожеговић је са Партизаном освојио Куп Србије. И наредну 2018/19. сезону је почео у Партизану, али је последњег дана летњег прелазног рока отишао на једносезонску позајмицу у Арсенал из Туле. Ожеговић је за Арсенал одиграо 11 утакмица: осам у Премијер лиги Русије и три у купу, на терену је провео 412 минута и постигао један гол, у првенственој утакмица против московског Спартака. Клуб из Туле није искористио опцију да откупи уговор, па се Ожеговић након завршетка сезоне у Русији вратио у Партизан.
На почетку сезоне 2019/20, Ожеговић је за Партизан наступио на 11 утакмица (шест у квалификацијама за Лигу Европе и пет у Суперлиги) и постигао три гола уз четири асистенције. У завршници прелазног рока, 2. септембра 2019, прешао је у немачког друголигаша Дармштат 98, са којим је потписао двогодишњи уговор. За немачки клуб је забележио само пет наступа током сезоне 2019/20, провевши на терену укупно 87 минута. У јулу 2020. је раскинуо уговор са Дармштатом.
У септембру 2020. потписао је за турског друголигаша Аданаспор. Играч овог клуба је био до децембра 2021. када је уговор раскинут. У јануару 2022. потписао је уговор са турским друголигашем Манисом до краја 2021/22. сезоне. У сезони 2022/23. био је играч грчког Волоса док је у августу 2023. потписао за Кифисију, још једног грчког суперлигаша. Са 16 постигнутих голова у такмичарској 2023/24. заузео је треће место на листи стрелаца грчке Суперлиге. У јулу 2024. потписао је двогодишњи уговор са руском премијерлигашком екипом ФК Пари Нижњи Новгород. Током другог дела такмичарске 2024/25. био је на позајмици у турском друголигашу Сакарији.

## Репрезентативна каријера
Ожеговић је са репрезентацијом Србије до 19 година постао првак Европе 2013. године на Европском првенству до 19 година у Литванији.
У мају 2017. године, селектор младе репрезентације Србије Ненад Лалатовић уврстио је Ожеговића на коначни списак играча за Европско првенство 2017. године у Пољској. Србија је такмичење завршила већ у групној фази након што је из три меча имала два пораза и један нерешен резултат. Ожеговић је на прве две утакмице на првенству против Португала и Македоније ушао у игру у другом полувремену, док је последњи меч против Шпаније преседео на клупи.
Крајем септембра 2016, селектор сениорске репрезентације Србије, Славољуб Муслин, упутио је позив Ожеговићу за пријатељску утакмицу селекције играча из домаћег такмичења против екипе Катара, 29. септембра 2016. у Дохи. Србија је поражена резултатом 3 : 0 а Ожеговић је меч почео као стартер али је замењен на полувремену.

## Трофеји
Партизан
- Куп Србије (1) : 2017/18.